# James W. Reid
James Wesley Reid (* 11. Juni 1849 in Wentworth, Rockingham County, North Carolina; † 1. Januar 1902 in Lewiston, Idaho) war ein US-amerikanischer Politiker. Zwischen 1885 und 1886 vertrat er den Bundesstaat North Carolina im US-Repräsentantenhaus.

## Werdegang
Nach einer guten Grundschulausbildung besuchte James Reid bis 1869 das Emory and Henry College in Emory (Virginia). Danach arbeitete er für einige Zeit als Lehrer an dieser Schule. Nach einem anschließenden Jurastudium und seiner 1873 erfolgten Zulassung als Rechtsanwalt begann er in Wentworth in diesem Beruf zu praktizieren. Zwischen 1874 und 1884 war Reid Kämmerer im Rockingham County. Politisch war er Mitglied der Demokratischen Partei. Nach dem Rücktritt des Abgeordneten Alfred Moore Scales wurde er bei der fälligen Nachwahl für den fünften Sitz von North Carolina als dessen Nachfolger in das US-Repräsentantenhaus in Washington D.C. gewählt, wo er am 28. Januar 1885 sein neues Mandat antrat. Nach einer Wiederwahl konnte er bis zu seinem Rücktritt am 31. Dezember 1886 im Kongress verbleiben.
Im Jahr 1887 zog James Reid nach Lewiston im damaligen Idaho-Territorium, wo er als Anwalt arbeitete. 1889 war er Vizepräsident der verfassungsgebenden Versammlung des zukünftigen Staates Idaho. Seit 1893 fungierte er als Kurator des Lewiston State Normal College. In den Jahren 1896 und 1900 war Reid Delegierter zu den Democratic National Conventions, auf denen jeweils William Jennings Bryan als Präsidentschaftskandidat nominiert wurde. Er starb am 1. Januar 1902 in Lewiston.